# Iceworm
Project Iceworm var kodenavnet for et projekt, foreslået af US Army under Den kolde krig, der gik ud på at bygge et stort netværk af mobile affyringsramper for atom-missiler under Grønlands indlandsis. De indledende studier begyndte i 1958.

## Beskrivelse
Projektet indebar, at 600 atombevæbnede mellemdistance-raketter skulle placeres i et 4000 km langt tunnelsystem 10 meter under indlandsisen. Der skulle bores nye tunneller hvert år, så missilerne hele tiden kunne skifte position. Hele komplekset skulle dække 140.000 km², og ville kræve 11.000 mand til at betjene systemet.
På Camp Century blev i alt 21 tunneler med en samlet længde på 3 km bygget, og de rummede bl.a et hospital, en butik, et teater og en kirke. Det samlede antal indbyggere var omkring 200 personer. Fra 1960 til 1963 blev elektriciteten leveret af verdens første mobile atomreaktor, "Alco PM-2A" . Vandforsyningen kom fra smeltende gletsjere, og blev testet for om smitte, såsom pest, var til stede. Man fandt dog hurtigt ud af, at isen bevægede sig langt mere intenst end forudset, og at den ville ødelægge tunneler og affyrings-stationer i løbet af blot 2 år. Faciliteterne blev derfor nedlagt i 1966.
Men projektet genererede værdifuld videnskabelig viden og forsynede videnskabsfolk med nogle af de første iskerner, som stadig bruges af klimatologer i dag.

## Offentligheden får kendskab
Projektet kom første gang til offentlighedens kendskab, da Dansk Udenrigspolitisk Institut (DUPI) i 1997 på Folketingets foranledning udgav en stor rapport om amerikanske overflyvninger af Grønland med atomvåben-bevæbnede fly, og Thule-basens rolle heri. (se også Thuleulykken).

## Relateret
- Amerikanske forsvarsanlæg i Grønland